# 朗迪古
朗迪古（法語：Landigou，法語發音：[lɑ̃diɡu] ⓘ）是法国奥恩省的一个市镇，位于该省西北部，属于阿让唐区。

## 地理
朗迪古（48°44'46"N, 0°28'17"W）面积5.36 平方千米，位于法国诺曼底大区奧恩省，该省份为法国西北部内陆省份，北起顺时针与卡爾瓦多斯省、厄尔省、厄尔-卢瓦省、萨尔特省、马耶讷省和芒什省接壤。
与朗迪古接壤的市镇（或旧市镇、城区）包括：迪尔塞、阿蒂斯-瓦勒德鲁夫尔、乌尔姆地区贝卢、埃沙卢、拉塞勒拉福尔日。

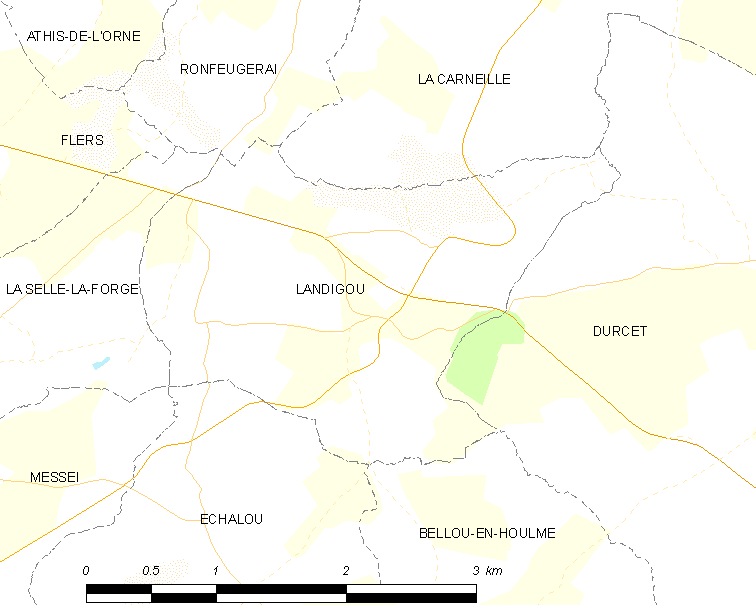
朗迪古的OSM定位图

朗迪古的时区为UTC+01:00、UTC+02:00（夏令时）。

## 行政
朗迪古的邮政编码为61100，INSEE市镇编码为61221。

## 政治
朗迪古所属的省级选区为弗莱尔第二县。

## 人口

1962-2008年间朗迪古人口变化图示

朗迪古于2022年1月1日时的人口数量为432人。